# Episiotomie

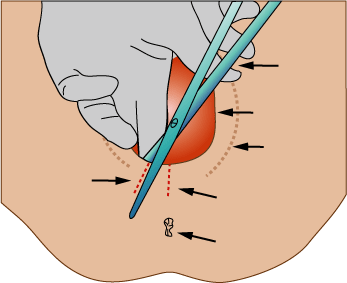
Episiotomie

Een episiotomie of "epi" is een medische ingreep tijdens de geboorte en betreft het inknippen van het perineum (bilnaad tussen vulva en anus) vanaf de commisura posterior (achterste begrenzing van de vulva) met behulp van een speciale schaar. Een episiotomie wordt in principe gezet, als de begeleider (verloskundige, gynaecoloog of huisarts) aantoonbare foetale nood opmerkt, wanneer de bevallende vrouw een hoog risico heeft op een derde- of vierdegraads ruptuur en/of een complexe schouderdystocie.
Meestal wordt de knip gezet naar links, gezien vanuit oogpunt van de patiënt (een mediolaterale episiotomie), dit in tegenstelling tot de VS, waar de knip meestal in het midden wordt gezet (een mediane of laterale episiotomie). Het voordeel van deze techniek is, dat het gemakkelijker te hechten is en vaak beter geneest. Het grote nadeel is echter, dat het risico van beschadiging van de anale sluitspier groter is, eventueel leidend tot incontinentia alvi (ontlastingincontinentie). Om deze reden wordt de mediane episiotomie in Nederland maar zelden verricht (428 keer in 2015). In het Verenigd Koninkrijk wordt meestal de knip naar rechts gezet, om beschadiging van de endeldarm (rectum) te voorkomen. Een andere reden om de knip naar links te zetten, is een praktische: voor de links van de barende staande gynaecoloog of verloskundige, die meestal rechtshandig is, is het gemakkelijker om de knip links te zetten. In de afbeelding hiernaast is de Britse manier van een epi weergegeven: in Nederland gebeurt de behandeling dus precies in spiegelbeeld.
Weefsels doorgeknipt
Bij het uitvoeren van een episiotomie worden de volgende weefsels doorgeknipt: huid, onderhuids weefsel, vaginawand en spieren van de bekkenbodem: musculus bulbospongiosus; musculus transversus perinei superficialis; musculus transversus perinei profundus en musculus levator ani. De musculus bulbospongiosus bevat de klieren van Bartholin en erectiel weefsel dat verantwoordelijk is voor het bevochtigen van de vagina. Bij het inknippen van de musculus bulbospongiosus trekt deze zich terug als een soort van elastiek.
Voor het zetten van de knip wordt er bijna altijd lokale verdoving ingespoten, en meestal zal geknipt worden tijdens een wee, zodat de barende er het minste van voelt.

## Indicaties inknippen bevalling
Met een episiotomie ontstaat er meer ruimte in de vulva waardoor de geboorte van het hoofd makkelijker gaat. Er is in de literatuur consensus over dat dit met name gewenst is bij foetale nood. Ook de vereniging van verloskundigen (KNOV) plaatste op hun website dat de enige indicatie voor een knip foetale nood is.
Over de andere indicaties dan foetale nood is er veel discussie omdat het hierbij altijd preventieve ingrepen betreft en er steeds meer wetenschappelijk bewijs is dat een preventieve knip eigenlijk weinig nut heeft. Het heeft immers geen zin om trauma en zenuwschade aan het bekkenbodem te voorkomen met een handeling die juist trauma en zenuwschade veroorzaakt. 
Over deze indicaties waarbij de knip preventief ingezet wordt is er discussie:
- In Nederland wordt een langere uitdrijvingsduur bij de bevalling het vaakst genoemd als indicatie voor een episiotomie. Er is geen wetenschappelijk bewijs dat als er tijdens de uitdrijving geen progressie zou zijn gedurende 30 minuten er trauma ontstaat aan de spieren en zenuwen van de bekkenbodem (bij <1% ontstaat zenuwschade die in verband wordt gebracht met forceps, langere baring en primipariteit[6][7]). Volgens de NVOG wordt een niet-vorderende uitdrijving gedefinieerd als niet-vorderende indaling van de benige schedel gedurende 2 uur bij nulliparae zonder regionale anesthesie, 3 uur bij nulliparae met regionale anesthesie, 1 uur bij multiparae zonder regionale anesthesie, 2 uur bij multiparae met regionale anesthesie. Er wordt geen tijdslimiet voor de uitdrijving gehanteerd bij progressie. Een toename in maternale en neonatale complicaties treedt pas op na een tweede tijdperk van meer dan 3 uur bij nulliparae en 2 uur bij multiparae.[8] Ondanks deze richtlijnen blijkt uit onderzoek dat er in Nederland vaak ver voor de hierboven aangegeven tijdstippen al geknipt wordt met als reden een niet-vorderende uitdrijving/langere uitdrijvingsduur wat volgens onderzoekers kan verklaren waarom het percentage knippen in Nederland een stuk hoger is dan in andere westerse landen.[3] Een episiotomie zetten omdat er sprake is van een niet-vorderende uitdrijving/langere uitdrijvingsduur is zeer betwistbaar omdat er geen eenduidige uitspraken te doen zijn over de gemiddelde duur van de uitdrijving en er überhaupt slechts zelden sprake is van trauma en/of zenuwschade die bovendien niet voorkomen kan worden door een episiotomie (die zelf ook schade veroorzaakt).[3][8]
- Een totale ruptuur bij een eerdere bevalling is ook een vaak genoemde reden om over te gaan tot een episiotomie echter is dit controversieel aangezien uit sommige onderzoeken blijkt dat een episiotomie schade kan beperken maar ook kan verergeren voor vrouwen. De kans dat een 3/4e-graadsruptuur opnieuw voorkomt is 4 tot 7%. Als er altijd over zou worden gegaan tot een episiotomie bij deze groep vrouwen wordt er bij een grote groep, die anders zou bevallen met een intact perineum, onnodig aanzienlijke schade veroorzaakt. Doordat een episiotomie een totale ruptuur niet altijd kan voorkomen kan je als vrouw door een epi eindigen met een totale ruptuur + episiotomie.[3]
- Een episiotomie bij kunstverlossing (vacuümextractie of tangverlossing) komt zeer vaak voor in Nederland. Retrospectief onderzoek heeft aangetoond dat vaginale kunstverlossing is geassocieerd met een verhoogde frequentie van totale rupturen, en dat dit sterker geldt voor de forceps dan voor de vacuüm. Bij een spontane baring 1,7%, vacuüm 3,0% en forceps 4,79%. De kans op een totale ruptuur bij de bevalling is zonder episiotomie 2,3%, met mediolaterale episiotomie 1,3% en met mediane episiotomie 3,0%. Hoewel het plaatsen van een episiotomie bij een kunstverlossing niet aangetoond effectief is, wordt in Nederland algemeen geadviseerd een episiotomie te verrichten bij forcipale extractie en het te overwegen bij vacuümextractie, in de hoop daarmee de kans op een totale ruptuur te beperken.[9] Het percentage episiotomieën bij een kunstverlossing is licht toegenomen: van 84% in 2005 tot 87% in 2012. Wanneer we kijken naar de variatie in het percentage episiotomieën bij kunstverlossingen, dan loopt deze van 56% tot 100% afhankelijk van het gekozen ziekenhuis. Over een episiotomie bij kunstverlossing is discussie over tussen zorgverleners want er is bij een kunstverlossing volgens het NVOG slechts 1,3% meer kans op een totale ruptuur en toch gaat men in sommige ziekenhuizen in bijna alle gevallen over tot een episiotomie.[10]

Op dit moment (2013) zijn er geen landelijke evidence-based richtlijnen opgesteld vanuit het KNOV of het NVOG met betrekking tot de episiotomie. Onderzoekers wijzen er op dat het percentage episiotomieën in Nederland hoog is vergeleken met andere westerse landen en dat het percentage omlaag kan.

## Episiotomie voorkomt geen bekkenbodemproblemen
Uit onderzoek blijkt dat een medio laterale episiotomie geen incontinentie of prolaps voorkomt. Vergeleken met een spontane scheur wordt de episiotomie geassocieerd met een verzwakking van de bekkenbodemspieren, meer pijn bij het vrijen (dyspareunie) en pijn aan het perineum.

## Aantallen en percentages in Nederland
| 2015                      | Pariteit 0 (1e kind)   | Pariteit 1+ (1 of meer kinderen) |
| ------------------------- | ---------------------- | -------------------------------- |
| Episiotomie in de 1e lijn | 2.831 vrouwen (19.2%)  | 1.899 vrouwen (5.7%)             |
| Episiotomie in de 2e lijn | 24.193 vrouwen (48.5%) | 7.684 vrouwen (14.3%)            |

| 2014                      | Pariteit 0 (1e kind)   | Pariteit 1+ (1 of meer kinderen) |
| ------------------------- | ---------------------- | -------------------------------- |
| Episiotomie in de 1e lijn | 3.142 vrouwen (20.6%)  | 1.920 vrouwen (5.7%)             |
| Episiotomie in de 2e lijn | 25.224 vrouwen (52.3%) | 8.198 vrouwen (17.6%)            |

| 2013                      | Pariteit 0 (1e kind)   | Pariteit 1+ (1 of meer kinderen) |
| ------------------------- | ---------------------- | -------------------------------- |
| Episiotomie in de 1e lijn | 3.200 vrouwen (21.6%)  | 2.036 vrouwen (6.2%)             |
| Episiotomie in de 2e lijn | 25.038 vrouwen (53.5%) | 8.489 vrouwen (18.7%)            |

| 2012                      | Pariteit 0 (1e kind)   | Pariteit 1+ (1 of meer kinderen) |
| ------------------------- | ---------------------- | -------------------------------- |
| Episiotomie in de 1e lijn | 3.649 vrouwen (22.2%)  | 2.342 vrouwen (6.5%)             |
| Episiotomie in de 2e lijn | 25.624 vrouwen (50.6%) | 9.123 vrouwen (16.9%)            |

| 2011                      | Pariteit 0 (1e kind)   | Pariteit 1+ (1 of meer kinderen) |
| ------------------------- | ---------------------- | -------------------------------- |
| Episiotomie in de 1e lijn | 3.639 vrouwen (22.4%)  | 2.468 vrouwen (7.0%)             |
| Episiotomie in de 2e lijn | 27.041 vrouwen (51.8%) | 10.047 vrouwen (18.2%)           |

| 2010                      | Pariteit 0 (1e kind)   | Pariteit 1+ (1 of meer kinderen) |
| ------------------------- | ---------------------- | -------------------------------- |
| Episiotomie in de 1e lijn | 3.619 vrouwen (20.9%)  | 2.350 vrouwen (7.1%)             |
| Episiotomie in de 2e lijn | 28.327 vrouwen (51.3%) | 9.456 vrouwen (17.6%)            |

In 2015 bevielen 103.766 onder begeleiding van de 2e lijn (verloskundige/gyn. ziekenhuis). 48.134 vrouwen bevielen onder begeleiding van de 1e lijn (de eigen verloskundige).

### Verschillen in Nederland per ziekenhuis
In het RIVM zorgbalans-rapport uit 2014 is de grootte van het ziekenhuis uitgezet tegen het percentage episiotomieën bij spontane bevallingen in de ‘NTSV-laagrisicogroep’. We zien dat de variatie tussen ziekenhuizen onderling in het uitvoeren van een episiotomie bij de laagrisicogroep aanzienlijk is, variërend van 11% tot 46%. Waarschijnlijk is dit toe te schrijven aan de afwezigheid van een protocol of afspraken wanneer men overgaat tot het uitvoeren van een episiotomie. Daarnaast spelen cultuurverschillen (in de opleiding tot gynaecoloog) tussen ziekenhuizen onderling mogelijk een rol. Er lijkt geen relatie te zijn met ziekenhuisgrootte. Ook na correctie op relevante kenmerken zien we voor deze ingrepen percentages die vaak een factor 2 of 3 variëren tussen de ziekenhuizen. Een optimale score is moeilijk vast te stellen, maar nader onderzoek is aan te bevelen in hoeverre er sprake is van over- en/of onderbehandeling in bepaalde ziekenhuizen.
NTSV=nulliparous term singleton vertex groep: een referentiegroep van voldragen (≥ 37 weken) bevallingen waarbij vrouwen hun eerste kind baren en waarbij het een eenling betreft in hoofdligging.
De percentages episiotomieën per ziekenhuis of zorginstelling zijn bekend bij Perinitale registratie.

## Cochrane-onderzoek: restrictief beleid beter dan routine
Een restrictief episiotomie beleid heeft een aantal voordelen ten opzichte van een routine beleid. Er is minder trauma aan het perineum, er zijn minder hechtingen nodig en er ontstaan minder complicaties. Uit het grootschalige metaonderzoek bleek verder dat een routineknip geen vaginale schade, perineumschade en/of pijn voorkomt. Bij een restrictief beleid is er meer kans op spontane scheuringen. In Nederland komt het nog regelmatig voor dat er uit routinebeleid een knip wordt gezet bijv. als een bepaalde tijd is verstreken of als er een spontane scheuring dreigt te ontstaan.

## Advies van WHO
In het WHO-rapport Care in normal birth staat dat er alleen ingegrepen gedaan mogen worden in het natuurlijke proces van bevallen als daar een geldige reden voor is. De WHO concludeert dat landen restrictief moeten omgaan met de episiotomie en moeten streven naar een landelijk percentage van maximaal 10%.

## Gradatie van perineumrupturen en de episiotomie
| rupturen    | huid | subcutis | vaginawand | perineumspieren | m. sphincter ani externus | rectumslijmvlies | Gem. aantal cm              |
| ----------- | ---- | -------- | ---------- | --------------- | ------------------------- | ---------------- | --------------------------- |
| 1e graad    | +    |          | +/-        |                 |                           |                  | 0,1 tot 0,7 cm naar beneden |
| 2e graad    | +    | +        | +/-        | +               |                           |                  | 0,7 tot 1,5 cm naar beneden |
| Episiotomie | +    | +        | +          | +               |                           |                  | 3,5-7,5 cm opzij            |
| 3e graad    | +    | +        | +          | +               | +                         |                  | 3+ cm naar beneden          |
| 4e graad    | +    | +        | +          | +               | +                         | +                | 4+ cm naar beneden          |

## Genezing en behandeling
Na de geboorte van het kind en de placenta wordt de episiotomie met eventuele ruptu(u)r(en) van binnenuit de vagina naar buiten toe gehecht. Allereerst de vaginawand, vervolgens de spieren, en als laatste de huid. De eerste fase van het genezen van een knip of gehechte scheur gaat snel. Altijd worden hechtingen gebruikt die vanzelf oplossen. Soms wordt de huidhechting in de huid (intracutaan) gelegd, wat de minste pijnklachten geeft. Anders worden de hechtingen "geknoopt", waarbij het voordeel is dat ze eventueel eerder verwijderd kunnen worden door de verloskundige. De eerste maanden kan inwendig nog een grote gevoeligheid bestaan van het bindweefsel dat ontstaat door littekenvorming. Indien bij een volgende bevalling weer een knip noodzakelijk is, dan zal de knip zo veel mogelijk op dezelfde plek worden gezet.
Een episiotomie is pijnlijker en duurt significant langer om te genezen dan een spontane scheuring. Ook 3 maanden na de knip is de subjectieve lijdensdruk bij vrouwen groter dan bij een spontane scheur en is er bovendien meer kans op ontstekingen.

## Seksualiteit na een episiotomie
Geslachtsgemeenschap is pijnlijk in de eerste maanden na een bevalling. Bij een episiotomie is het pijnlijker dan bij een vergelijkbare graad 2B ruptuur. Geleidelijk aan wordt het weefsel soepeler en verstrijkt het litteken. In een Zweeds onderzoek wordt beschreven dat vrouwen die een episiotomie hebben ondergaan vaker pijn bij het vrijen rapporteerden evenals verminderde lubricatie gedurende 12-18 maanden na de bevalling. In een ander onderzoek rapporteerde na 3 maanden 66,7% van de vrouwen met episiotomie seksueel disfunctioneren na de bevalling. Na 6 maanden was dit 31% en na 12 maanden had 14,9% nog last van de episiotomie bij het vrijen.

## Opnieuw bevallen na een episiotomie
Door een episiotomie (of eerdere 2e, 3e of 4e ruptuur) heeft een vrouw bij de volgende bevalling 5 keer meer kans op een 2e-graadsruptuur en 3 keer meer kans op een episiotomie.

## Variatie in het aantal episiotomieën in Europa
| Percentage episiotomieën | Landen/gebieden waar deze interventie voorkwam in 2010                                    |
| ------------------------ | ----------------------------------------------------------------------------------------- |
| 31%-70%                  | Malta, Slovenië, Luxemburg, België, Tsjechië, Spanje, Cyprus, Polen, Portugal en Roemenië |
| 30.3%                    | Nederland                                                                                 |
| 20.1-27.7%               | Wales, Schotland, Finland, Frankrijk, Zwitserland en Duitsland                            |
| 19.8%                    | Letland                                                                                   |
| 19,4%                    | Engeland                                                                                  |
| 18.8%                    | Noorwegen                                                                                 |
| 16%                      | Estland                                                                                   |
| 7.2%                     | IJsland                                                                                   |
| 6.6%                     | Zweden                                                                                    |
| 4.9%                     | Denemarken                                                                                |

In alle landen van Europa is het percentage episiotomieën gedaald of hetzelfde gebleven in 2010 ten opzichte van 2004. Nederland, Schotland en Engeland zijn een uitzondering in deze landen was het percentage episiotomieën toegenomen in 2010. Conclusie van het rapport: Omdat er grote verschillen zijn tussen de landen in het percentage episiotomieën is het de vraag in hoeverre de richtlijnen m.b.t de knip in de praktijk evidence based zijn.

## Variatie in het aantal episiotomieën in Nederland
Er zijn zeer grote verschillen per regio binnen Nederland. Dit wordt met name ook veroorzaakt doordat gecompliceerde bevallingen, ofwel de bevallingen met een medische indicatie in de tweede lijn plaatsvinden en hierbij de kans op een episiotomie hoger is in verband met de verhoogde kans op met name foetale nood. Voor vrouwen die voor het eerst bevallen zijn de verschillen:

| Onder leiding van een verloskundige | Onder leiding van een gynaecoloog |
| ----------------------------------- | --------------------------------- |
| 26,9% (Noord-Holland)               | 51,6% (Noord-Holland)             |
| 49,0% (Utrecht)                     | 67,9% (Utrecht)                   |

## Inknippen bevalling voorkomen
Het is mogelijk het perineum op te rekken voor de bevalling middels massagetechnieken en apparaten zoals de Epi-no. Echter blijkt uit het RIVM zorgbalans 2014 onderzoek dat de verschillen in Nederland tussen ziekenhuizen zo groot zijn dat er in veel gevallen geen echte invloed meer is uit te oefenen op het eindresultaat door deze technieken.

## Leidraad KNOV en NVOG informed consent m.b.t. de episiotomie
De Wet op de geneeskundige behandelingsovereenkomst stelt dat voor elke (be)handeling van de zwangere toestemming nodig is. De hulpverlener moet informatie verstrekken over het doel en de uitvoering van de (be)handeling en toestemming vragen. Dit geldt voor alle handelingen bij patiënten en in dit geval dus ook bij zwangeren zoals het meten van de bloeddruk, het beoordelen van de fundus, het maken van een CTG, het doen van inwendig onderzoek en handelingen die inbreuk maken op de integriteit van het lichaam, zoals het zetten van een episiotomie of het verrichten van een sectio caesarea. Naarmate de (be)handeling electiever en minder spoedeisend is, zijn de eisen aan het informed consent stringenter.
Volgens de wet moet een barende vrouw kunnen vertrouwen op informatie (informed consent) voordat ze een operatieve ingreep zoals een episiotomie krijgt. In de praktijk gebeurt dit echter bij sommige ziekenhuizen nog niet en moet zij haar rechten vaak ter plekke of achteraf verdedigen. Vrouwen die gaan bevallen in het ziekenhuis kunnen het beste een aansprakelijkheidsverzekering afsluiten voordat ze gaan bevallen. Uit Nederlands onderzoek in 2023 onder meer dan 11.000 vrouwen bleek dat aan 41,7 procent van de vrouwen geen toestemming was gevraagd voor de episiotomie. In 43 gevallen was de knip toch gezet, hoewel de vrouw geen toestemming gaf. 

### Traumatisch ervaren episiotomie ofknip
Het zetten van een episiotomie kan door sommige vrouwen als traumatisch worden ervaren. De kans dat een interventie als traumatisch wordt ervaren is hoger als dit gedaan wordt zonder informed consent.

## Tuchtrecht
Men kan een klacht indienen bij de tuchtraad indien:
- men zelf ingeknipt is terwijl men aangaf dat men dit niet wilde;
- men ingeknipt zonder dat men het wist of dit is gedaan zonder toestemming (informed consent);
- men is ingeknipt zonder dat er sprake was van foetale nood;
- men is het niet eens met hoe het is verlopen met betrekking tot de episiotomie.[27]

## Episiotomie in de media
Op 14 januari 2017 berichtte RTL Nieuws: Nederlandse vrouwen te vaak ingeknipt bij de bevalling: vrouwen lijden onnodig pijn.
In maart 2017 publiceerde vakblad Nataal het volgende: Internationale cijfers tonen aan: Nederland 'knipt' nog steeds te veel.
In december 2017 publiceerde het vakblad NTOG het volgende:
'Conclusie:  De uitvoering van de episiotomie blijkt een verwaarloosd onderwerp met verregaande consequenties voor de moeder. Het is bijzonder dat er toenemende aandacht is voor de kwantiteit, en over de indicatiestelling valt absoluut te discussiëren. Maar laten we beginnen bij het belangrijkste, het aanpakken van een adequate uitvoering: de kwaliteit.'